# توردیچی
توردیچی (به صربی: Tvrdići) یک منطقهٔ مسکونی در صربستان است که در پوژگا واقع شده‌است. توردیچی ۲۷۵ نفر جمعیت دارد.